# Aline von Schlichtkrull
Aline von Schlichtkrull (* 20. November 1832 in Silenz auf Rügen; † 5. März 1863 in Berlin) war eine deutsche Schriftstellerin und Musikerin.

## Leben
Aline von Schlichtkrull entstammte einer vorpommerschen Familie, die 1802 in den Reichsadelsstand erhoben wurde. Sie war die erste der vier Töchter von Felix Karl von Schlichtkrull (1805–1878), auf Engelswacht und Gr. Behnkenhagen, und dessen Ehefrau Ottilie Wilhelmine Christiane von Berg (1814–1871).
Von 1845 bis 1847 erhielt sie in Berlin Privatunterricht in Literatur, Geschichte, Malerei und Musik. Im Herbst 1850 ging sie an das Sternsche Konservatorium und zog im Frühjahr 1851 in das Haus des Professors Kullak, wo sie in Kontakt zu vielen namhaften Künstlern kam. So lernte sie auch Heinrich Smidt, Luise Mühlbach und Max Ring kennen. Die bereits in der Jugend begonnene literarische Tätigkeit wurde jetzt intensiviert und im Laufe ihres kurzen Lebens legte sie ein umfangreiches Œuvre vor.
Im Frühjahr 1853 zog Aline zu der Vortragskünstlerin Elise Schmidt, die sie ab 1855 auf Vortragsreisen im In- und Ausland musikalisch begleitete. Sie erkrankte jedoch bald schwer und ihre Kräfte begannen zu erlahmen. Es kam zum Zerwürfnis mit der Familie, die die Trennung von der Freundin Elise und die Rückkehr Alines auf das elterliche Gut Engelswacht wünschte.
Von einer Vortragsreise in Reichenhall über München zurückgekehrt, starb Aline von Schlichtkrull im Alter von nur 30 Jahren in Berlin und wurde am 8. März 1863 auf dem Matthäi-Kirchhof in Schöneberg beigesetzt. Das Grab ist nicht erhalten geblieben.
Gut Engelswacht erhielt ihre jüngere nicht verheiratete Schwester Ottilie (1838–1917), die den Gutsbetrieb bis 1912 erhalten konnte. Ihre eigene Familienlinie ist dann ausgestorben; die Gesamtfamilie besteht in anderen genealogischen Zweigen, u. a. als von Schlichtekrull (Von Schlichtegroll) und in Fusion mit der Familie Pentz, von Pentz (Volzrade).

## Werke (Auswahl)
- Eine verlorene Seele. 4 Bände. Heyn, Görlitz 1853. Digitalisat 3. Band Digitalisat 4. Band (Reprints erschienen)
- Liebe aus Laune. Original-Lustspiel in fünf Akten. Krause, Berlin 1854.
- Morton Varney. Roman in zwei Theilen. Stubenrauch, Berlin 1855. Digitalisat Zwei Theile
- Chapelle Gaugain. Roman in zwei Abtheilungen. 4 Bände. Heyn, Görlitz 1855.
- Der Agitator von Irland. 2 Bände. Janke, Berlin 1859.
- Laterna magica. Original-Novellen. Vogel, Berlin 1860. Digitalisat
- Stein. Eine Biographie fürs Volk. Duncker, Berlin 1862.
- Wie ein Staat gerettet wird. Schwank in vier Akten. Berlin 1871.